# Amphitrochus
Amphitrochus is een geslacht van uitgestorven weekdieren uit de klasse van de Gastropoda (slakken). Exemplaren van dit geslacht zijn slechts als fossiel bekend.

## Soort
- Amphitrochus duplicatus (J. Sowerby, 1817) †